# Lasserre (Pireneje Atlantyckie)
Lasserre – miejscowość i gmina we Francji, w regionie Nowa Akwitania, w departamencie Pireneje Atlantyckie.
Według danych na rok 1990 gminę zamieszkiwało 116 osób, a gęstość zaludnienia wynosiła 27 osób/km² (wśród 2290 gmin Akwitanii Lasserre plasuje się na 1060. miejscu pod względem liczby ludności, natomiast pod względem powierzchni na miejscu 1467.).